# Nissan Serena
Le Nissan Serena est un modèle familial produit par le constructeur automobile japonais Nissan.
La première génération, plus proche de l'utilitaire aménagé que du véritable monospace, est diffusée au Japon et en Europe. Les trois générations suivantes sont restées en Asie, malgré une silhouette devenue petit à petit plus civilisée.

## Première génération (1991 - 2000)
Le premier Serena arrive en juin 1991 au Japon et en 1993 en Europe ; il sort alors de l'usine barcelonaise de Nissan, en Espagne. Il s'agit d'un véhicule assez rustique, à propulsion, aux allures de camionnette mais qui tente de surfer sur la vague alors naissante des monospaces. Cela n'empêchera pas le Serena d'avoir une déclinaison utilitaire, appelée, selon les pays, Cargo ou Vanette Cargo.
En France, le Serena sort avec un 2 litres essence ou un 2 litres diesel. Un 1,6 litre essence vient rapidement en renfort pour assurer un prix d'appel serré tandis que le 2 litres diesel, trop faible avec ses 66 ch, laisse place en 1994 à un 2,3 litres, tout autant dépourvu de turbo mais un peu plus puissant avec 75 ch.
Au Japon, le Serena n'existe qu'en essence, associé à une boîte automatique à 4 vitesses, et se décline en une version à 4 roues motrices "4WD".
Le Serena première génération bénéficiera d'un léger restylage en 1996.
| Année | Ventes |
| ----- | ------ |
| 1993  | 3 305  |
| 1994  | 2 965  |
| 1995  | 2 580  |
| 1996  | 1 438  |
| 1997  | 1 109  |
| 1998  | 852    |
| 1999  | 466    |
| 2000  | 285    |
| 2001  | 13     |

## Deuxième génération (2000 - 2005)
Le deuxième Serena change radicalement de son prédécesseur : sa ligne plus moderne l'apparente davantage à un vrai monospace qu'à un simple utilitaire aménagé tandis qu'il se rallie aux roues motrices avant. Malgré ses prestations à la hausse, il n'a cette fois pas droit à une carrière européenne et, du coup, se dispense de diesel. Au Japon, le succès va croissant.
Remplacé en 2005 au Japon, le Serena deuxième mouture poursuit sa vie, en 2011, en Malaisie et en Indonésie.

## Troisième génération (2005 - 2010)
Lancé en 2005 au Japon, le Serena troisième du nom est encore une fois essentiellement développé pour le marché japonais. Il y connaît un succès grandissant, à tel point qu'à partir de 2006 il prend la tête des ventes de Nissan au Japon, pour ne plus la lâcher.
Depuis le début des années 2000, Suzuki et Nissan échangent certains de leurs modèles. Nissan profite ainsi des keijidosha de Suzuki pour en faire ses Moco et Roox notamment, tandis que Nissan "prête" son Serena, depuis cette troisième génération, à Suzuki qui devient ainsi Landy.
| Modèle | Ventes | Rang sur le marché |
| ------ | ------ | ------------------ |
| Serena | 80 440 | 9e                 |
| Note   | 69 863 | 15e                |
| Tiida  | 69 328 | 16e                |
| Moco   | 57 521 | 19e                |
| Cube   | 57 002 | 26e                |

| Modèle | Ventes | Rang sur le marché |
| ------ | ------ | ------------------ |
| Serena | 74 589 | 12e                |
| Note   | 66 335 | 14e                |
| Moco   | 55 262 | 21e                |
| Cube   | 52 296 | 23e                |
| Roox   | 51 391 | 24e                |

## Quatrième génération (2010 - 2016)
Le dernier renouvellement du Serena au Japon date de novembre 2010. Cette quatrième version reste proche du style du modèle précédent. Étant devenu le best-seller du constructeur au Japon, Nissan a préféré en effet ne pas dérouter une clientèle nombreuse, acquise au fil des années. Sur le premier semestre 2011, il restait d'ailleurs le modèle Nissan le plus diffusé au Japon.
Le Serena se décline en une version personnalisée appelée Rider mais qui partage toute la partie technique avec le reste de la gamme.
Comme pour la précédente génération, le nouveau Serena devient Landy au Japon chez Suzuki.